# Pneumatické kladivo

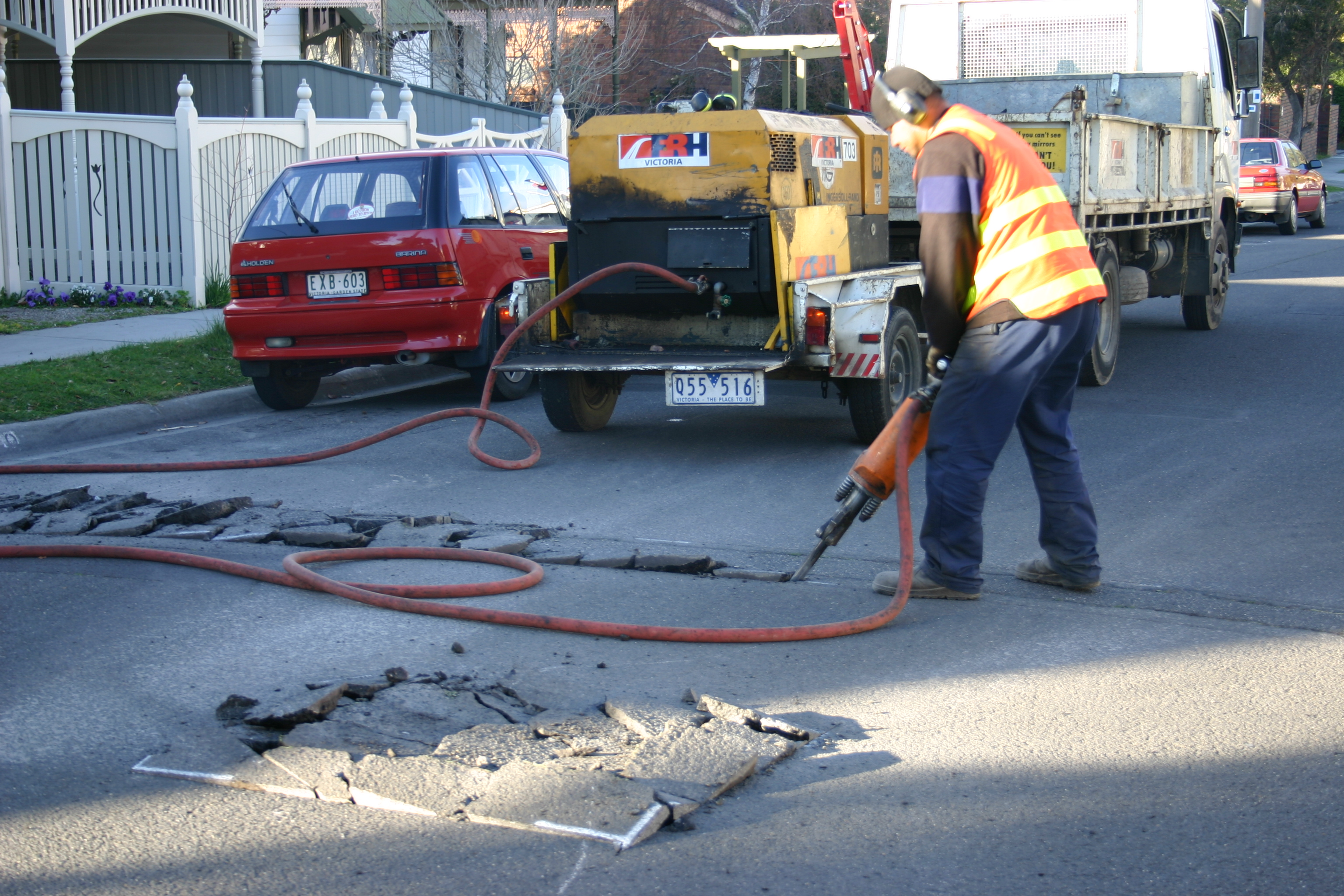
Rozbíjení silnice přenosným pneumatickým kladivem

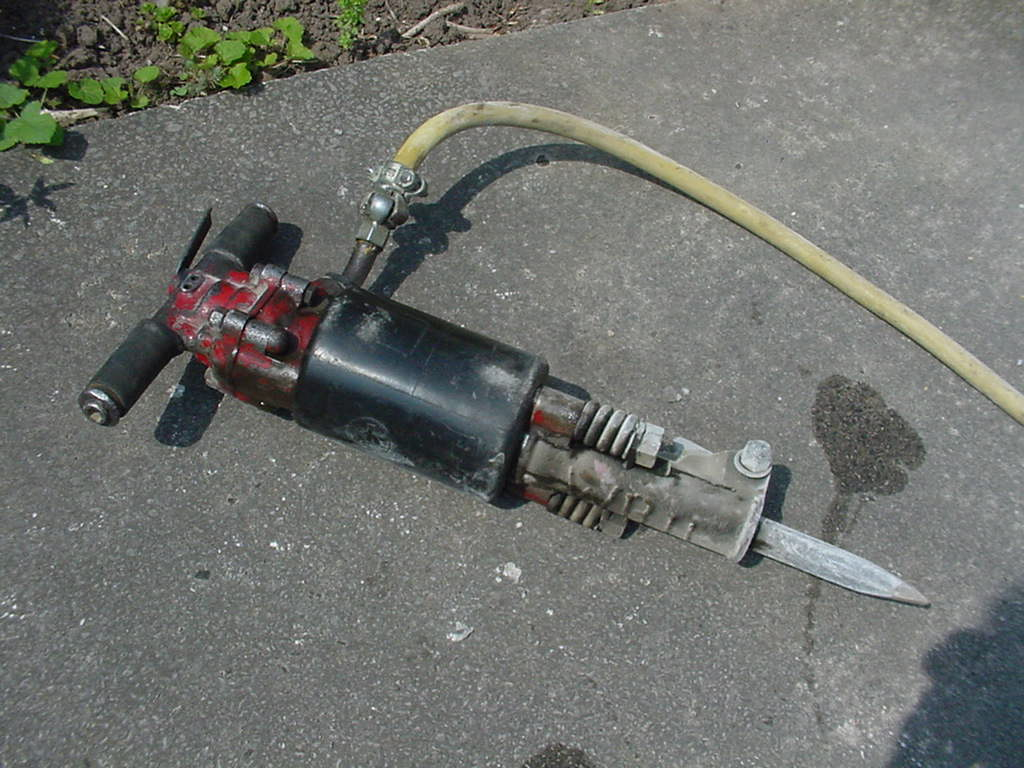
Velké pneumatické kladivo

Pneumatické kladivo, lidově zvané sbíječka, patří mezi mechanická strojní kladiva. Jedná se zpravidla o ruční nářadí určené k vrtání otvorů do betonu, železobetonu či kamene. Dále také slouží k rozbíjení a mechanickému rozrušování pevných předmětů a tuhých těles vyrobených z betonu, asfaltu, kovů apod. Ve stavebnictví slouží k demolicím zdiva či likvidaci asfaltových koberců (kupř. na chodnících a na silnicích), používá se běžně k narušování hornin v dolech a lomech, hodí se též velmi dobře k mechanickému oklepávaní odlitků a výpalků v těžkém resp. hutním průmyslu.

## Velká pneumatická kladiva
Velká pneumatická kladiva bývají téměř vždy poháněna stlačeným vzduchem z externího kompresoru (v průmyslu a v hornictví se při centrálním rozvodu vzduchu může jednat o velmi vzdálený kompresor poháněný asynchronním elektromotorem, ve stavebnictví se obvykle používá převozný kompresor nejčastěji poháněný vznětovým spalovacím motorem). Sbíječky se používají zejména ve stavebnictví, zde zejména k demolicím staveb, v hornictví pak k těžbě nerostů a dále také v těžkém průmyslu – nejčastěji v hutnictví a dalších horkých provozech. I velká pneumatická kladiva mohou být poháněna vlastním motorem, v převážné většině se jedná o pneumatická kladiva poháněná malým benzinovým spalovacím motorem (dvoutaktní zážehový motor). Takové zařízení bývá nejen mimořádně těžké, ale může být i velice hlučné, značně vibruje, práce s ním bývá velice namáhavá a těžká. Velmi nezdravé jsou i spaliny pocházející od motoru, které pracovníkovi kouří doslova pod nos. Speciální typy těchto kladiv se občas používají v pozemním stavitelství – například pro zpevňování povrchu chodníků (udusávání hlíny a písku apod.). Tak jako je tomu i u malých pneumatických kladiv, i v tomto případě se musí jednat o pohon pracovního nástroje stlačeným vzduchem (popřípadě i tlakem plynu z vlastních motorových spalin vedených od poháněcího spalovacího motoru stroje).